# 32nd Indiana Monument

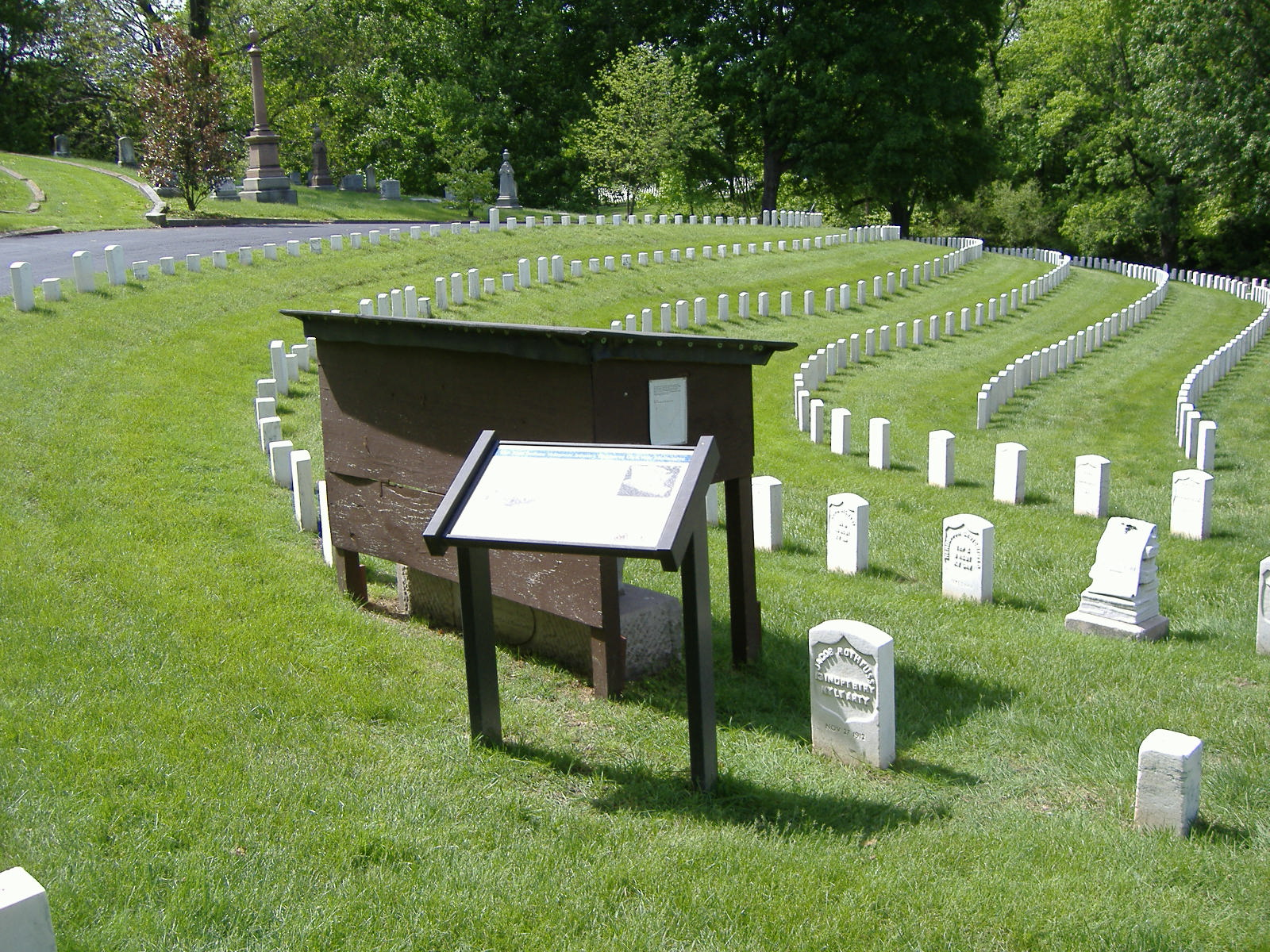
Das Monument mit der derzeitigen Schutzkonstruktion aus Holz.

Das 32nd Indiana Monument, auch als August Bloedner Monument bekannt, ist ein Kriegerdenkmal und befindet sich auf dem Cave Hill National Cemetery in Louisville, Kentucky. Es gedenkt den Soldaten des 32nd Indiana Volunteer Infantry Regiment, die bei der Schlacht von Rowlett's Station bei Munfordville gefallen sind. Am 17. Dezember 1861 schlug das Regiment zwar einen Angriff auf eine strategisch wichtige Brücke zurück, dabei wurden jedoch 13 Soldaten der Einheit getötet und 30 weitere verletzt.
Christian Friedrich August Bloedner diente in der Schlacht als Gefreiter. Vom Wunsch beseelt, seine gefallenen Kameraden zu ehren, entwarf und baute er ein Denkmal aus einem Stück Kalkstein. Der Gedenkstein wurde im Januar 1862 fertig und ist damit das älteste noch bestehende Kriegerdenkmal zum Sezessionskrieg.
Ein Relief am oberen Rand des Steins zeigt einen Adler, der auf einer Kanone sitzt sowie zwei Haufen Kanonenkugeln. Zwei entrollte Flaggen der Vereinigten Staaten rahmen die Szenerie auf beiden Seiten ein. Das linke und rechte Ende dieses Frieses bilden jeweils ein Olivenzweig und ein Eichenast. Die sich darunter befindliche Inschrift auf dem Gedenkstein lautet: 

„Hier ruhen die ersten Märtyrer des Zweiunddreißigsten, dem ersten deutschen Regiment Indianas. Sie haben vortrefflich gekämpft, um die freie Verfassung der Vereinigten Staaten von Amerika zu verteidigen. Sie fielen am 17. Tag des Dezembers 1861 in der Schlacht bei Rowlett’s Station, in der ein Regiment Texas Ranger, zwei Infanterieregimenter und sechs Kanonen der Rebellen, insgesamt über dreitausend Mann, von fünfhundert deutschen Soldaten besiegt wurden.“

Im Juni 1867, nachdem der Nationalfriedhof in Cave Hill eingerichtet wurde, verlegte man die gefallenen Soldaten und das Denkmal an seine heutige Stelle. Das am ursprüngliche Ort horizontal angeordnete Denkmal wurde aufrecht aufgestellt. Der neuhinzugekommenen Sockel trägt die Widmung In memory of the First Victims of the 32. Reg. Indiana Vol. Who fell at the Battle of Rowlettd [sic!] Station Dec. 17, 1861. Da das Denkmal von seinem ursprünglichen Standort verlegt wurde, betrachtet der National Park Service das Hazen Brigade Monument auf dem Stones River National Battlefield als ältestes Sezessionskriegdenkmal; dieses entstand jedoch erst 1862.
Am 17. Juli 1997 wurde das 32nd Indiana Monument und das ganz in der Nähe auf demselben Friedhof gelegene Union Monument in Louisville in das National Register of Historic Places eingetragen – zwei der 61 Sezessionskrieg-Denkmäler in Kentucky, die an diesem Tage dem National Register hinzugefügt wurden. Die meisten dieser Kriegerdenkmäler gedenken Soldaten der Confederate States Army, nicht den Angehörigen der Unionsarmee.
Drei weitere Sezessionskrieg-Denkmäler befinden sich noch im Jefferson County: das Confederate Martyrs Monument in Jeffersontown, das Louisville Confederate Monument auf dem Campus der University of Louisville Belknap und das John B. Castleman Monument in Cherokee Triangle.
Das poröse Kalksteindenkmal ist im Laufe der Zeit durch die Auswirkungen von Wetter und Umweltverschmutzung verwittert, sodass der größte Teil der Inschrift nicht mehr entziffert werden kann. Eine Holzkonstruktion schützt das Denkmal vor dem weiteren Verfall. Ein Plan sieht vor, das Denkmal in das Museum der historischen Gesellschaft des Hart Countys zu verlegen und Kopien aus Granit an seinem ursprünglichen und heutigen Standort aufzustellen.